# Joan Francés Blanc
Joan Francés Blanc (Jean-François en francès; Agen, 8 de desembre de 1961) és un escriptor i lexicògraf occità, autor de novel·les, contes i articles d'opinió.
És fill de pare llenguadocià i de mare meitat gascona i meitat txeca. El 1996 es troba entre els signataris de la crida Escriptures descubertistes. Després de dos contes publicats dins l'àmbit del concurs literari Condó Sambeat (Val d'Aran), un en gascó, l'altre en llenguadocià, publica en 1998 una novel·la de ciència-ficció en gascó, Heisei, reeditada el 2010. Publica també articles dins algunes revistes occitanes.
Des dels anys 1990 està implicat dins l'occitanisme parisenc i dins de projectes de lexicografia: sosté el Gidilòc, encoratja la creació del projecte DiGaM, publica lèxics a la web i participa en l'edició del diccionari de Pierre Moureau i al lèxic informàtic publicat per l'IEO en 2009.